# Championnats des quatre continents de patinage artistique 2004
Navigation
Édition précédente Édition suivante
Les championnats des quatre continents 2004 ont lieu du 19 au 25 janvier 2004 au Copps Coliseum d'Hamilton au Canada.
Ce sont les derniers championnats des quatre continents qui utilisent le système de notation 6.0. Dès la saison suivante, le nouveau système de jugement est mis en place, à la suite du scandale des jeux olympiques d'hiver de 2002.

## Qualifications
Les patineurs sont éligibles à l'épreuve s'ils représentent une nation non européenne membre de l'Union internationale de patinage (International Skating Union en anglais) et s'ils ont atteint l'âge de 15 ans avant le 1er juillet 2003 dans leur pays de naissance. La compétition correspondante pour les patineurs européens est le championnat d'Europe 2004. Les fédérations nationales sélectionnent leurs patineurs en fonction de leurs propres critères.
Chaque nation membre qualifiée peut avoir jusqu'à trois inscriptions par discipline, sans tenir compte des résultats de la saison précédente.
En danse sur glace, la danse imposée est la Yankee Polka.

## Podiums
| Épreuves                            | Or                              | Argent                                 | Bronze                         |
| ----------------------------------- | ------------------------------- | -------------------------------------- | ------------------------------ |
| Messieurs résultats détaillés       | Jeffrey Buttle                  | Emanuel Sandhu                         | Evan Lysacek                   |
| Dames résultats détaillés           | Yukina Ota                      | Cynthia Phaneuf                        | Amber Corwin                   |
| Couples résultats détaillés         | Pang Qing / Tong Jian           | Zhang Dan / Zhang Hao                  | Valérie Marcoux / Craig Buntin |
| Danse sur glace résultats détaillés | Tanith Belbin / Benjamin Agosto | Marie-France Dubreuil / Patrice Lauzon | Megan Wing / Aaron Lowe        |

## Tableau des médailles
| Rang  | Nation     | Or | Argent | Bronze | Total |
| ----- | ---------- | -- | ------ | ------ | ----- |
| 1     | Canada     | 1  | 3      | 2      | 6     |
| 2     | Chine      | 1  | 1      | 0      | 2     |
| 3     | États-Unis | 1  | 0      | 2      | 3     |
| 4     | Japon      | 1  | 0      | 0      | 1     |
| Total | Total      | 4  | 4      | 4      | 12    |

## Détails des compétitions
Pour la saison 2003/2004, les calculs des points se font selon la méthode suivante :
- chez les Messieurs, les Dames et les Couples artistiques (0.5 point par place pour le programme court, 1 point par place pour le programme libre)
- en danse sur glace (0.4 point par place pour la danse imposée, 0.6 point par place pour la danse originale, 1 point par place pour la danse libre)

### Messieurs
| Rang    | Nom                 | Nation           | Points | Prog. court | Prog. libre |
| ------- | ------------------- | ---------------- | ------ | ----------- | ----------- |
| 1       | Jeffrey Buttle      | Canada           | 1.5    | 1           | 1           |
| 2       | Emanuel Sandhu      | Canada           | 3.5    | 3           | 2           |
| 3       | Evan Lysacek        | États-Unis       | 5.0    | 4           | 3           |
| 4       | Ryan Jahnke         | États-Unis       | 7.5    | 5           | 5           |
| 5       | Yamato Tamura       | Japon            | 8.0    | 2           | 7           |
| 6       | Daisuke Takahashi   | Japon            | 8.5    | 9           | 4           |
| 7       | Ben Ferreira        | Canada           | 11.0   | 10          | 6           |
| 8       | Gao Song            | Chine            | 12.0   | 8           | 8           |
| 9       | Ma Xiaodong         | Chine            | 12.0   | 6           | 9           |
| 10      | Song Lun            | Chine            | 14.5   | 7           | 11          |
| 11      | Ryan Bradley        | États-Unis       | 15.5   | 11          | 10          |
| 12      | Lee Dong-whun       | Corée du Sud     | 18.0   | 12          | 12          |
| 13      | Bradley Santer      | Australie        | 19.5   | 13          | 13          |
| 14      | Daniel Harries      | Australie        | 22.0   | 16          | 14          |
| 15      | Stuart Beckingham   | Australie        | 22.0   | 14          | 15          |
| 16      | Gareth Echardt      | Afrique du Sud   | 24.5   | 17          | 16          |
| 17      | Tristan Thode       | Nouvelle-Zélande | 25.5   | 15          | 18          |
| 18      | Miguel Angel Moyron | Mexique          | 27.5   | 21          | 17          |
| 19      | Humberto Contreras  | Mexique          | 28.5   | 19          | 19          |
| 20      | Justin Pietersen    | Afrique du Sud   | 29.0   | 18          | 20          |
| 21      | Adrian Alvarado     | Mexique          | 31.0   | 20          | 21          |
| 22      | Konrad Giering      | Afrique du Sud   | 33.0   | 22          | 22          |
| Forfait | Takeshi Honda       | Japon            |        |             |             |

### Dames
| Rang                                          | Nom                     | Nation         | Points | Prog. court | Prog. libre |
| --------------------------------------------- | ----------------------- | -------------- | ------ | ----------- | ----------- |
| 1                                             | Yukina Ota              | Japon          | 3.5    | 3           | 2           |
| 2                                             | Cynthia Phaneuf         | Canada         | 5.0    | 8           | 1           |
| 3                                             | Amber Corwin            | États-Unis     | 5.5    | 1           | 5           |
| 4                                             | Joannie Rochette        | Canada         | 6.0    | 6           | 3           |
| 5                                             | Jennifer Robinson       | Canada         | 6.0    | 4           | 4           |
| 6                                             | Yukari Nakano           | Japon          | 8.5    | 5           | 6           |
| 7                                             | Angela Nikodinov        | États-Unis     | 10.0   | 2           | 9           |
| 8                                             | Yoshie Onda             | Japon          | 10.5   | 7           | 7           |
| 9                                             | Liu Yan                 | Chine          | 13.0   | 10          | 8           |
| 10                                            | Joanne Carter           | Australie      | 14.5   | 9           | 10          |
| 11                                            | Miriam Manzano          | Australie      | 17.0   | 12          | 11          |
| 12                                            | Fang Dan                | Chine          | 17.5   | 11          | 12          |
| 13                                            | Jennifer Don            | États-Unis     | 19.5   | 13          | 13          |
| 14                                            | Zhang Fan               | Chine          | 21.0   | 14          | 14          |
| 15                                            | Michelle Cantu          | Mexique        | 23.0   | 16          | 15          |
| 16                                            | Shirene Human           | Afrique du Sud | 23.5   | 15          | 16          |
| 17                                            | Park Bit-na             | Corée du Sud   | 26.5   | 17          | 18          |
| 18                                            | Anastasia Gimazetdinova | Ouzbékistan    | 27.0   | 20          | 17          |
| 19                                            | Sarah-Yvonne Prytula    | Australie      | 28.0   | 18          | 19          |
| 20                                            | Diane Chen              | Taipei chinois | 30.5   | 19          | 21          |
| 21                                            | Gladys Orozco           | Mexique        | 32.0   | 24          | 20          |
| 22                                            | Lee Sun-bin             | Corée du Sud   | 33.5   | 23          | 22          |
| 23                                            | Jenna-Anne Buys         | Afrique du Sud | 33.5   | 21          | 23          |
| 24                                            | Abigail Pietersen       | Afrique du Sud | 35.0   | 22          | 24          |
| Patineuses éliminées après le programme court |                         |                |        |             |             |
| 25                                            | Cho Eun-byul            | Corée du Sud   |        | 25          | NC          |
| 26                                            | Anny Hou                | Taipei chinois |        | 26          | NC          |

### Couples
| Rang | Nom                                  | Nation      | Points | Prog. court | Prog. libre |
| ---- | ------------------------------------ | ----------- | ------ | ----------- | ----------- |
| 1    | Pang Qing / Tong Jian                | Chine       | 1.5    | 1           | 1           |
| 2    | Zhang Dan / Zhang Hao                | Chine       | 3.0    | 2           | 2           |
| 3    | Valérie Marcoux / Craig Buntin       | Canada      | 4.5    | 3           | 3           |
| 4    | Rena Inoue / John Baldwin            | États-Unis  | 6.0    | 4           | 4           |
| 5    | Anabelle Langlois / Patrice Archetto | Canada      | 7.5    | 5           | 5           |
| 6    | Ding Yang / Ren Zhongfei             | Chine       | 9.0    | 6           | 6           |
| 7    | Kathryn Orscher / Garrett Lucash     | États-Unis  | 10.5   | 7           | 7           |
| 8    | Tiffany Scott / Philip Dulebohn      | États-Unis  | 12.0   | 8           | 8           |
| 9    | Elizabeth Putnam / Sean Wirtz        | Canada      | 13.5   | 9           | 9           |
| 10   | Marina Aganina / Artem Knyazev       | Ouzbékistan | 15.0   | 10          | 10          |

### Danse sur glace
| Rang | Nom                                      | Nation     | Points | Danse imposée | Danse originale | Danse libre |
| ---- | ---------------------------------------- | ---------- | ------ | ------------- | --------------- | ----------- |
| 1    | Tanith Belbin / Benjamin Agosto          | États-Unis | 2.4    | 2             | 1               | 1           |
| 2    | Marie-France Dubreuil / Patrice Lauzon   | Canada     | 3.6    | 1             | 2               | 2           |
| 3    | Megan Wing / Aaron Lowe                  | Canada     | 6.6    | 3             | 4               | 3           |
| 4    | Melissa Gregory / Denis Petukhov         | États-Unis | 7.4    | 4             | 3               | 4           |
| 5    | Nozomi Watanabe / Akiyuki Kido           | Japon      | 10.0   | 5             | 5               | 5           |
| 6    | Yang Fang / Gao Chongbo                  | Chine      | 12.0   | 6             | 6               | 6           |
| 7    | Josée Piché / Pascal Denis               | Canada     | 14.0   | 7             | 7               | 7           |
| 8    | Loren Galler-Rabinowitz / David Mitchell | États-Unis | 16.0   | 8             | 8               | 8           |
| 9    | Nakako Tsuzuki / Kenji Miyamoto          | Japon      | 18.0   | 9             | 9               | 9           |
| 10   | Yu Xiaoyang / Wang Chen                  | Chine      | 20.0   | 10            | 10              | 10          |
| 11   | Qi Jia / Sun Xu                          | Chine      | 23.0   | 11            | 11              | 12          |
| 12   | Natalie Buck / Trent Nelson-Bond         | Australie  | 23.4   | 13            | 12              | 11          |
| 13   | Danika Bourne / Alexander Pavlov         | Australie  | 25.6   | 12            | 13              | 13          |